# NGC 6490
NGC 6490 је елиптична галаксија у сазвежђу Херкул која се налази на NGC листи објеката дубоког неба.
Деклинација објекта је + 18° 22' 35" а ректасцензија 17h 54m 30,4s. Привидна величина (магнитуда) објекта NGC 6490 износи 13,9 а фотографска магнитуда 14,9. NGC 6490 је још познат и под ознакама UGC 11033, MCG 3-45-38, CGCG 112-68, CGCG 113-2, NPM1G +18.0526, PGC 61079.